# River Sallee
River Sallee ist eine Siedlung im Nordosten des Inselstaates Grenada in der Karibik. 

## Geographie
Der Ort liegt zusammen mit Lower La Taste und Upper La Taste im Parish Saint Patrick, nördlich des Lake Antoine.
Im Südwesten schließt sich Mount Rose an und im Norden Rose Hill (Morne Fendue) und Levera Development.
Im Ort befindet sich die River Sallee Pentecostal Church, die Holy Family Roman Catholic Church, sowie die River Sallee Co-Operative Credit Union.